# إيه جاي تريسي
شاي وولتون غرانت يعرف بأسم إيه جاي تريسي (بالإنجليزية: AJ Tracey)‏ (مواليد 4 مارس 1994) هو مغني،كاتب أغاني ورابر بريطاني.

## روابط خارجية
إيه جاي تريسي على موقع IMDb (الإنجليزية)
- إيه جاي تريسي على موقع ميوزك برينز (الإنجليزية)
- إيه جاي تريسي على موقع أول ميوزيك (الإنجليزية)
- إيه جاي تريسي على موقع ديسكوغز (الإنجليزية)
- إيه جاي تريسي على موقع قاعدة بيانات الفيلم (الإنجليزية)